# Filmturism

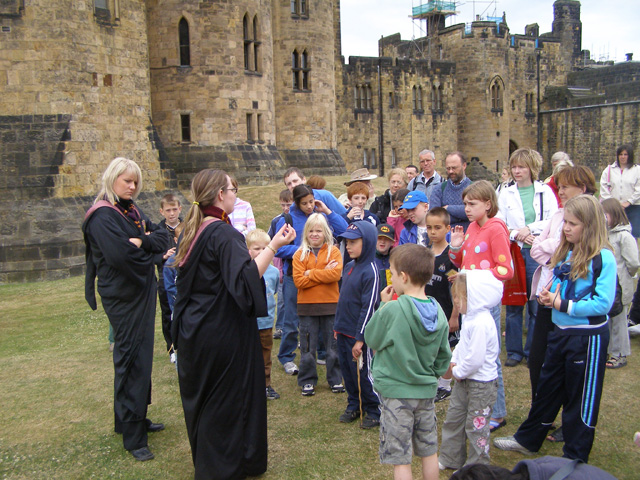
Underhållning för Harry Potter-fans vid Alnwick Castle i England, där Harry Potter-filmer spelades in.

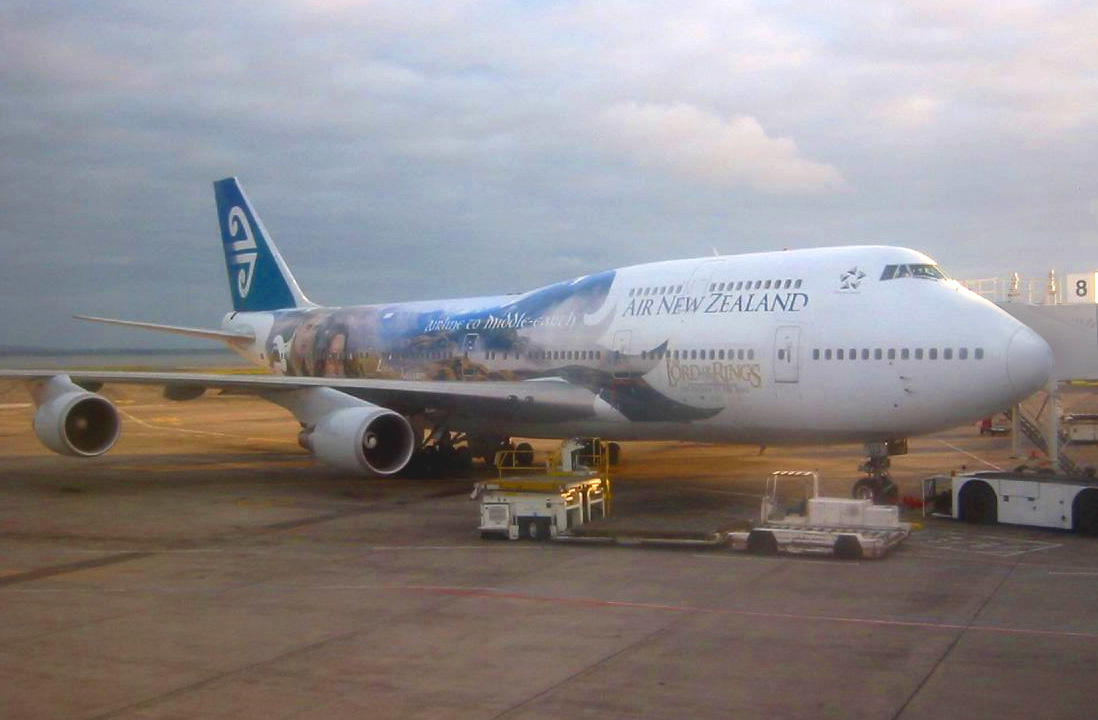
Air New Zealand marknadsför Sagan om ringen.

Filmturism är ett begrepp för att beskriva den turism som uppstår när besökare väljer att åka till en plats som ett direkt resultat av att ha sett en film eller TV-serie. En besökare som är en del av filmturismen brukar kallas filmturist.
Bland internationella filmproduktioner som blivit filmturistiska fenomen kan nämnas Sagan om ringen i Nya Zeeland och Harry Potter i Storbritannien dit besökarantal har mångdubblats som resultat av framgångsrika filmer.
Det är inte bara natursköna eller allmänt utmärkande platser som lockar filmturister, utan även inspelningsplatser som exempelvis slitna lagerlokaler eller en bro i dåligt väder ge filmturister en större upplevelse än mer traditionella turistmål som nöjesparker. I den lilla staden Fork i nordvästra USA ökade turismen från praktiskt taget noll till 70 000 under 2010 till följd av Twilight-sagan som utspelar sig bland varulvar och vampyrer i en kall, regnig och mörk miljö.
I Sverige finns flera exempel där filmturismen gjort sig gällande, varav några nämnvärda inkluderar den svensk-danska TV-serien Bron med Öresundsförbindelsen, I Arns fotspår som handlar om filmatiseringen av Jan Guillous böcker om tempelriddaren Arn Magnusson samt Cineteket i Ystad som är uppbyggt runt besöksnäringssatsningen på Henning Mankells kriminalkommissarie Kurt Wallander och Wallander-filmerna.